# Cubocephalus incisus
Cubocephalus incisus là một loài tò vò trong họ Ichneumonidae.